# 卡萊爾站
卡萊爾站（英語：Carlisle railway station）是位於英國英格蘭坎布里亞郡城市卡萊爾的一座車站，也是西海岸主線上的主要車站之一。卡萊爾車站位於格拉斯哥中心站以南102英里（164）處，倫敦尤斯頓站以北299英里（481）處。

## 外部連結
- Buses from the station （页面存档备份，存于）
- Buses to the station （页面存档备份，存于）
- The Undercroft @ Carlisle Railway Station
- Winchester, Clarence (编), , : 1303–1309, 8 November 1935  [2015-01-22], （原始内容存档于2019-06-28）